# Tombaysama
Tombaysama, de son vrai nom Tom Bayart, est un créateur de contenu français originaire de Caen, en Normandie, il y est née le 03 mai 2010. Actif principalement sur Twitch, YouTube, TikTok et Instagram il s’est imposé par son style brut, son humour spontané et ses streams souvent imprévisibles. En 2025, il annonce sa participation indépendante au ZEvent 2025, avec le soutien de l’équipe de ZeratoR  - notamment Dach, bras droit de ZeratoR - marquant une étape importante dans son parcours.

## Biographie
Tombaysama débute ses streams en solo, explorant des jeux variés avec une approche décontractée et souvent chaotique. Il se fait rapidement remarquer pour ses réactions naturelles, ses punchlines inattendues et sa capacité à créer des moments cultes sans forcer. Sa communauté grandit autour d’un ton authentique et d’une ambiance sans prise de tête.

## Plateformes
- 🎮 Twitch[1] : Streams réguliers, souvent centrés sur des jeux multijoueurs ou narratifs.
- 📺 YouTube[2] : Best-of de streams, shorts humoristiques, montages de moments cultes.
- 📱 TikTok : Clips courts et viraux, souvent extraits de ses lives.
- 📸 Instagram[3] : Shootings photo

## Style et personnalité
- Ton franc, sarcastique et spontané
- Gameplay libre, souvent ponctué de commentaires absurdes ou de ragequits légendaires
- Forte interaction avec les viewers, ambiance communautaire détendue
- Improvisation constante, capable de rebondir sur n’importe quelle situation
- Passion pour l’image et le style, avec une présence visuelle affirmée sur Instagram

## ZEvent 2025
- 🎤 Participation indépendante : Bien que non listé officiellement, Tombaysama participe au ZEvent 2025 dans son coin, avec la validation de l’équipe de ZeratorR.
- 🎮 Objectif : Streamer pour la cause, faire du bruit, et prouver qu’on peut marquer l’événement sans être sur l’affiche.

## Fanbase
- Surnom des fans : Les SamaSquad (nom non officiel mais validé par le chaos)
- Ambiance : Chill, sarcastique, bon délire
- Mèmes internes : “On est là pour le bordel”, “C’est pas tryhard, c’est freestyle”

1. ↑  « Twitch », sur Twitch (consulté le 18 août 2025)
2. ↑  « tombaysama2.0 », sur YouTube (consulté le 18 août 2025)
3. ↑  « Instagram », sur www.instagram.com (consulté le 18 août 2025)